# Transpalette

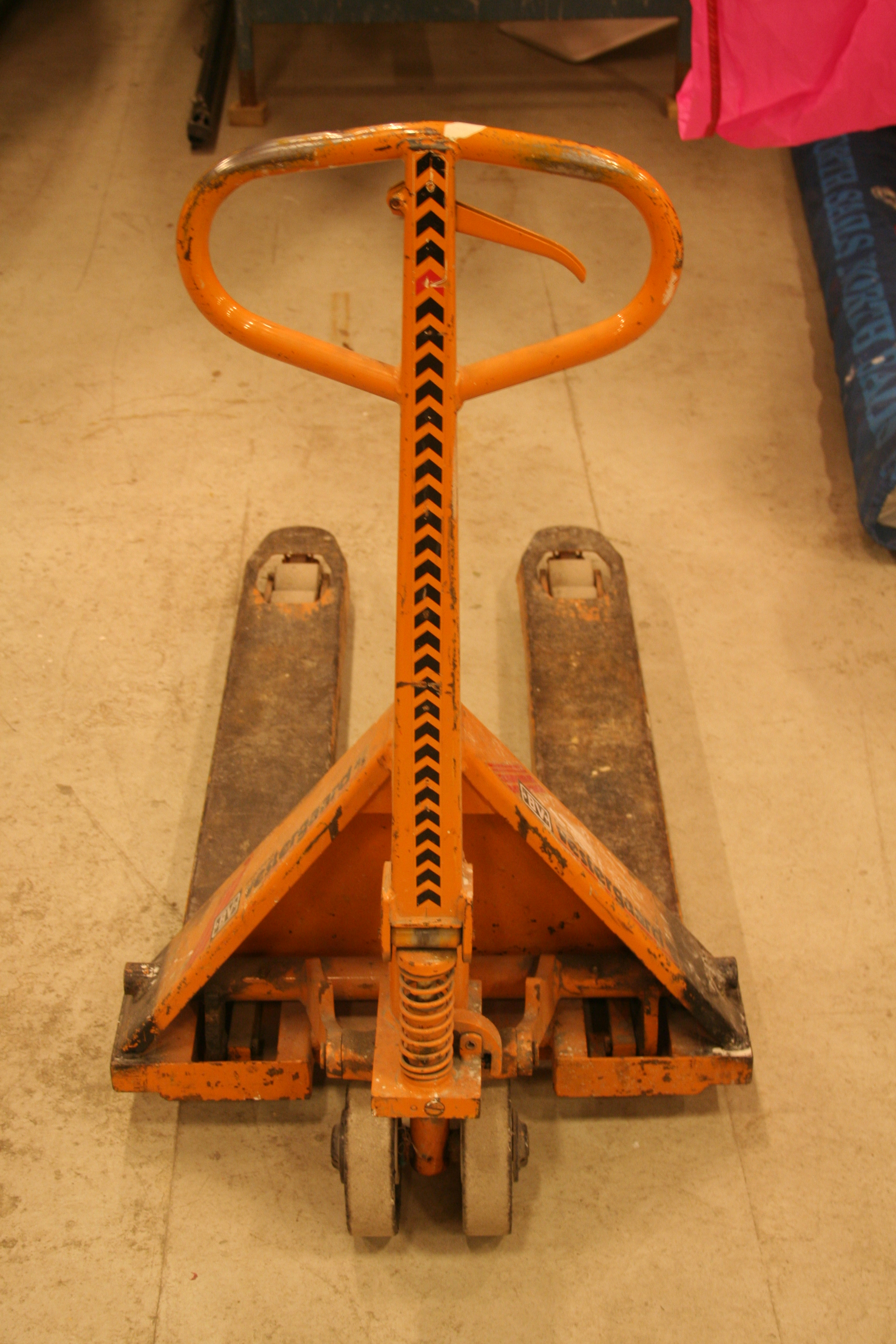
Un transpalette manuel

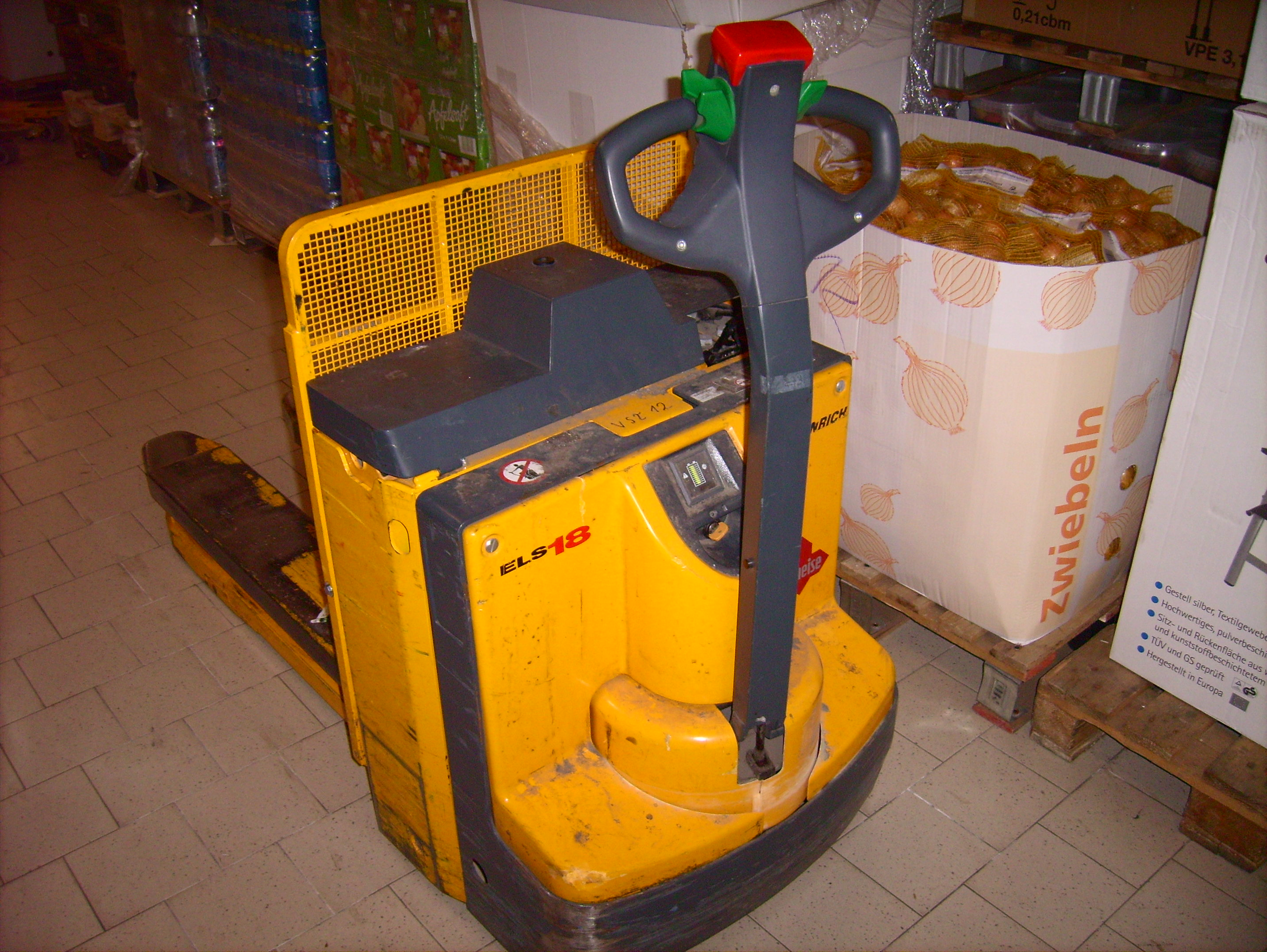
transpalette électrique

Un transpalette  (ou tire-palette) est un chariot hydraulique, manuel ou électrique servant au déplacement de palettes de manutention. Il se caractérise par deux bras de fourche pouvant s'élever de quelques centimètres du sol, permettant ainsi à l'opérateur de décoller et de déplacer les palettes sans grands efforts. On retrouve les transpalettes dans les centres de distribution, entrepôts, commerces au détail, camions, etc. Le transpalette se décline sous différentes formes (différentes longueurs de fourche, transpalette peseur, transpalette manuel, transpalette haute levée, ….). Les usages des transpalettes manuels sont multiples.

## Types

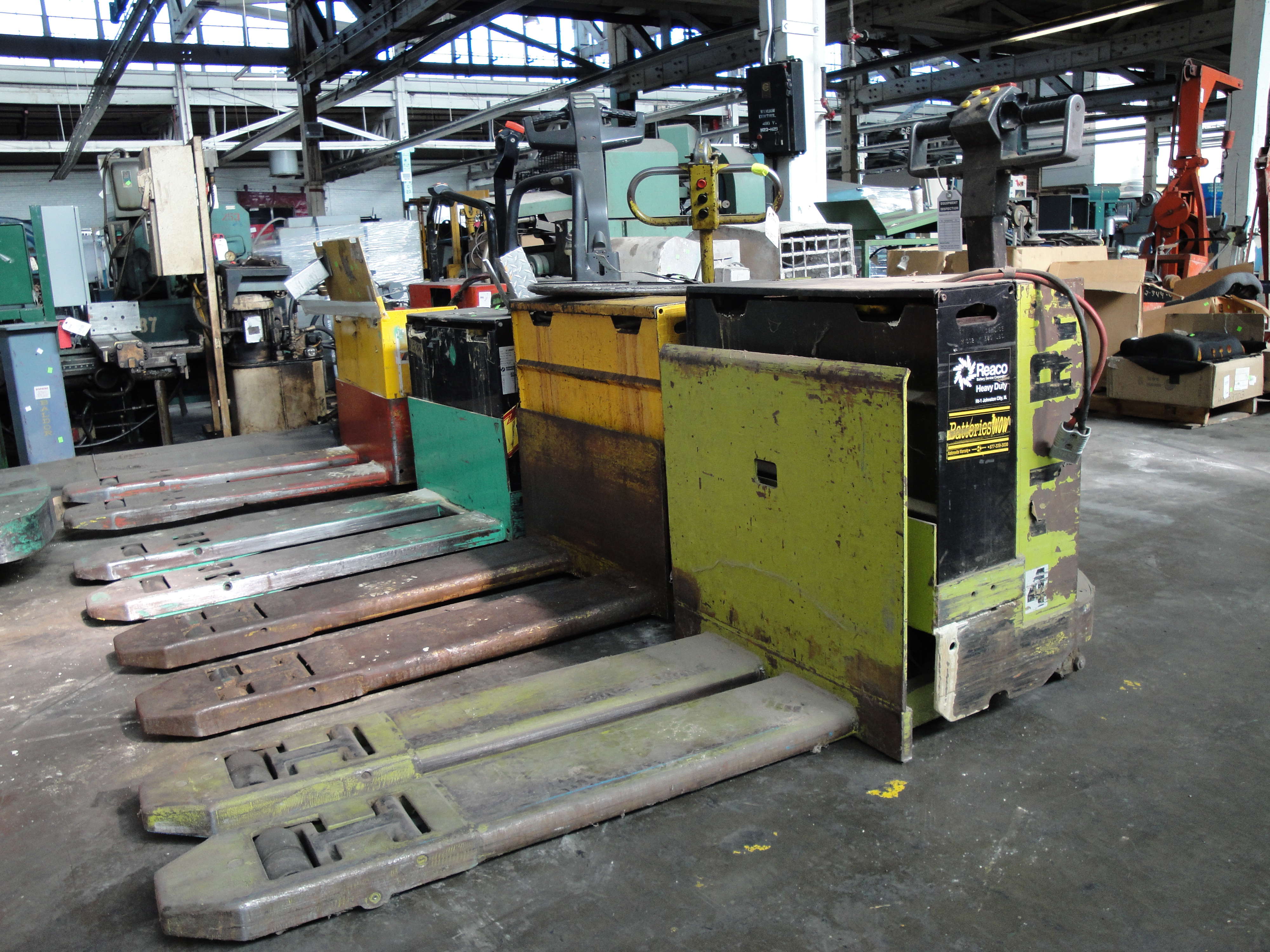
Un transpalette électrique. Le fil de recharge est visible.

On distingue principalement deux grandes gammes de transpalettes : le manuel et l'électrique. La principale différence entre les deux types de machines réside dans le fait que le transpalette manuel ne peut franchir des rampes de charge et s'utilise principalement sur de courtes distances, à l'inverse du transpalette électrique qui peut soulever des charges susceptibles d'être plus lourdes et travailler sur de plus longues distances (notamment grâce aux transpalettes munis d'une plate-forme rabattable sur laquelle les opérateurs peuvent se déplacer).
En fonction des charges et impératifs de manutention, on trouve différents types de transpalettes: basculeurs pour une meilleure ergonomie selon le poste de travail, pour tonneaux, spécifiquement conçus pour déplacer ces charges sans risque de renversement, tout terrain pour les déplacements sur sols non nivelés, en inox ou galvanisé pour les milieux corrosifs ou acides, à haute levée pour plus d'accessibilité des mains à hauteur ergonomique.

## Principaux risques
Si les transpalettes semblent à première vue peu dangereux du point de vue sécuritaire, il faut savoir qu'ils engendrent de nombreux accidents parmi lesquels on notera : 
- Des lombalgies
- Des hernies
- Des blessures aux jambes et aux chevilles
- Des écrasements des pieds ou des mains

En général, on estime que c'est la formation insuffisante des opérateurs qui engendre les accidents, car si le transpalette muni d'une plate-forme rabattable doit obtenir une autorisation de conduite, cette dernière n'est pas nécessaire pour les transpalettes à conducteur à pied.